# Mani Octacili Cras
Marc Octacili Cras (en llatí Marcus Octacilius Crassus) va ser un magistrat romà. Formava part de la gens Otacília, i era de la família dels Crassí.
Va ser elegit cònsol l'any 263 aC junt amb Mani Valeri Màxim Corví Messal·la. Els dos cònsols van anar amb un exèrcit cap a Sicília i van imposar la rendició a nombroses ciutats. Tot seguit van marxar contra Hieró II de Siracusa. El rei, d'acord amb el que volia el poble, va concertar la pau amb Roma. Els cònsols van acceptar la pau, i Hieró va haver de cedir les ciutats que els romans ja havien ocupat i alliberar els presoners romans, a més de pagar un tribut de 200 talents, convertint-se en aliat de Roma.
L'any 246 aC Cras va ser altra vegada cònsol amb Marc Fabi Dorsó Licí, i va fer la guerra contra els cartaginesos, sembla que sense operacions rellevants.